# Ácido pangâmico
O ácido pangâmico também chamado vitamina B15 (apesar de não existir consenso sobre tal designação), é um éster derivado do ácido glucónico e da dimetilglicina. Foi isolado pela primeira vez por Ernst T. Krebs a partir de sementes de alperce, e desde então foi identificado em alguns alimentos como as sementes de algumas leguminosas. Pode ser encontrado também no farelo do arroz. É solúvel em água e funciona basicamente como a vitamina E, já que é antioxidante. É mais eficaz se tomada juntamente com as vitaminas A e E.[carece de fontes?]

## Benefícios
- Amplia o tempo de vida da célula.
- Neutraliza o desejo imperioso de tomar bebidas alcoólicas.
- Acelera a recuperação do cansaço.
- Baixa as taxas de colesterol no sangue.
- Protege contra os poluentes.
- Alivia os sintomas de angina e asma.
- Protege o fígado contra a cirrose.
- Impede as ressacas.
- Estimula as respostas imunológicas.
- Auxilia na síntese de proteínas.
- Auxilia na melhora dos sintomas da Síndrome de Asperger

## Doenças causadas pela deficiência
- Perturbações glandulares e nervosas
- Enfermidade cardíaca
- Diminuição da oxigenação dos tecidos vivos.